# Камау
Кама́у (в'єт. Cà Mau) — місто у південному В'єтнамі, столиця провінції Камау, що розташована у регіоні Дельта Меконгу, у найпівденнішій внутрішній частині В'єтнаму. Особливістю міста є його транспортна система, яка складається, в основному з каналів, по яким човнами і баржами перевозяться більшість пасажирів і вантажів.
Населення міста становить 204,895 осіб (2010). Більшість жителів — в'єтнамці, за етнічним походженням, ще 400 домогосподарств складаються з хоа і 300 — з кхмерів-кромів. Місто з'єднується з Хошиміном трасою 1А (відстань — 360 км), тут також розташований регіональний аеропорт Камау. Камау адміністративно поділяється на 8 міських фуонг та 7 сільських кса.

## Економіка

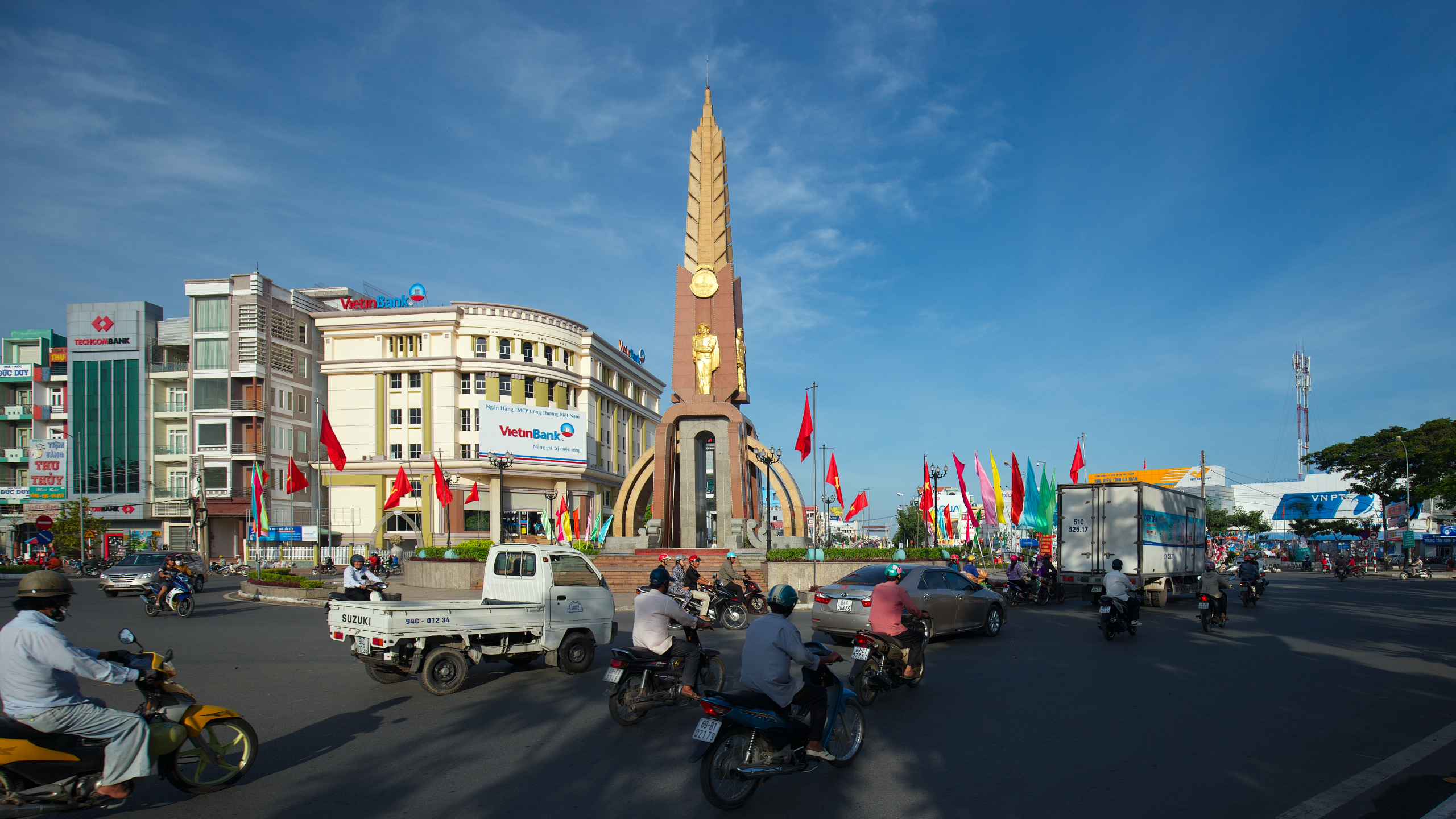
Пам'ятник у центрі міста, оточений адміністративними будівлями, будинком Центральної пошти і кількома банками

Камау — найбільший в'єтнамський експортер креветок. У 2005 провінція Камау самостійно експортувала креветок на $500 млн. Побудовано великий паливний проєкт — газодобувний, добривний комплекс, який оцінюється у $ 1,4 млрд і має такі елементи:
- 2 теплові електростанції загальною потужністю 1500 МВт (обладнання буде надане німецькою компанією Siemens);
- Добривний завод з виробничою потужністю у 800 тисяч тонн на рік;
- Газопровід 18 дюймів у діаметрі, призначений для продовження 298 км внутріматерикових і 27 км берегових трубопроводів з газом, розробка газового родовища спільно з Малайзією. Для потреб заводу буде здійснюватись видобування двох мільярдів кубометрів газу на рік.

Проєкт був завершений у 2009 році.

## Клімат
Місто розташоване у зоні, котра характеризується мусонним кліматом. Найтепліший місяць — червень із середньою температурою 28.9 °C (84 °F). Найхолодніший місяць — січень, із середньою температурою 25.6 °С (78 °F).
| Клімат Камау            | Клімат Камау | Клімат Камау | Клімат Камау | Клімат Камау | Клімат Камау | Клімат Камау | Клімат Камау | Клімат Камау | Клімат Камау | Клімат Камау | Клімат Камау | Клімат Камау | Клімат Камау |
| Показник                | Січ.         | Лют.         | Бер.         | Квіт.        | Трав.        | Черв.        | Лип.         | Серп.        | Вер.         | Жовт.        | Лист.        | Груд.        | Рік          |
| Абсолютний максимум, °C | 32           | 36           | 37           | 37           | 37           | 35           | 35           | 32           | 35           | 32           | 32           | 32           | 37           |
| Середній максимум, °C   | 30           | 31           | 32           | 33           | 32           | 32           | 31           | 30           | 30           | 30           | 30           | 30           | 31           |
| Середня температура, °C | 25           | 26           | 27           | 28           | 28           | 28           | 28           | 27           | 27           | 27           | 26           | 26           | 27           |
| Середній мінімум, °C    | 21           | 21           | 22           | 23           | 24           | 25           | 25           | 24           | 25           | 24           | 23           | 22           | 23           |
| Абсолютний мінімум, °C  | 15           | 13           | 17           | 18           | 21           | 20           | 22           | 21           | 21           | 20           | 20           | 23           | 13           |
| Норма опадів, мм        | 0            | 10           | 20           | 100          | 260          | 300          | 330          | 440          | 310          | 340          | 140          | 60           | 2350         |
| Днів з дощем            | 0            | 1            | 2            | 5            | 6            | 15           | 16           | 19           | 14           | 15           | 8            | 4            | 110          |
| Вологість повітря, %    | 79           | 78           | 78           | 79           | 85           | 87           | 87           | 88           | 86           | 86           | 86           | 83           | 84           |
| ----------------------- | ------------ | ------------ | ------------ | ------------ | ------------ | ------------ | ------------ | ------------ | ------------ | ------------ | ------------ | ------------ | ------------ |
| Джерело: Weatherbase    |              |              |              |              |              |              |              |              |              |              |              |              |              |